# Initiative populaire « pour la 10e révision de l'AVS sans relèvement de l'âge de la retraite »
L'initiative populaire « pour la 10e révision de l'AVS sans relèvement de l'âge de la retraite », dite « de rattrapage », est une initiative populaire fédérale suisse, rejetée par le peuple le 27 septembre 1998.

## Contenu
L'initiative demande l'ajout d'un nouvel article dans les dispositions transitoires de la Constitution fédérale pour y modifier ou abroger différents points de la loi sur l'assurance-vieillesse et survivants dans sa 10e révision. Parmi ces modifications, l'âge de la retraite des femmes reste fixé à 62 ans.
Le texte complet de l'initiative peut être consulté sur le site de la Chancellerie fédérale.

## Déroulement

### Contexte historique
Depuis l'introduction de l'assurance-vieillesse et survivants en 1948, l'âge de la retraite est fixé à 65 ans pour les hommes. Pour les femmes, la limité a été initialement fixée à 65 ans, puis abaissée à 63 ans en 1957 et à 62 ans en 1964.
Lors de la préparation à la 9e révision de cette assurance en 1976, alors que le Conseil fédéral a proposé de relever l'âge de la retraite des femmes de 60 à 62 ans pour l'octroi d'une rente de vieillesse pour couple, les Organisations progressistes de Suisse (POCH) lancent une initiative visant à abaisser l'âge de la retraite à 60 ans pour les hommes et 58 ans pour les femmes. Cette proposition est rejetée en votation populaire le 26 février 1978 et la 9e révision de l'AVS peut ainsi entrer en service au début des années 1980.
Après le refus en votation le 12 juin 1988 d'une nouvelle initiative des POCH « visant à abaisser à 62 ans pour les hommes et à 60 ans pour les femmes l'âge donnant droit à la rente AVS », l'une des principales mesures apportée par la 10e révision de l'Assurance-vieillesse et survivants (AVS) votée le 25 juin 1995 et entrée en vigueur en 1996 concernait l'élévation progressive de l'âge de la retraite des femmes de 62 à 64 ans. En contrepartie était introduit le concept de « retraite à la carte », permettant aux actifs ayant au moins 41 ans d'activité professionnelle de prendre plus rapidement leur retraite, moyennant une pénalité de 6,8 % par année d'anticipation. Dans le cadre de cette révision, trois initiatives sont déposées sur ce sujet ; outre la présente initiative, l'initiative populaire « pour une retraite à la carte dès 62 ans, tant pour les femmes que pour les hommes » présentée par le Parti écologique suisse et l'initiative populaire « pour un assouplissement de l'AVS - contre le relèvement de l'âge de la retraite des femmes » présentée par la Société suisse des employés de commerce, sont également déposées. Aucune des trois initiatives ne seront cependant acceptées en votation.
La présente initiative demande simplement l'annulation de l'élévation de l'âge de la retraite pour les femmes, et ceci jusqu'à l'entrée en vigueur de la 11e révision.

### Récolte des signatures et dépôt de l'initiative
La récolte des 100 000 signatures nécessaires débute le 22 novembre 1994. Le 21 juin 1995, l'initiative est déposée à la Chancellerie fédérale, qui constate son aboutissement le 27 septembre.

### Discussions et recommandations des autorités
Le Parlement et le Conseil fédéral recommandent tous deux le rejet de l'initiative. Dans son message adressé à l'assemblée fédérale, le gouvernement remet en cause la pratique visant à fixer l'âge de la retraite des femmes au niveau constitutionnel, en particulier alors que celui des hommes ne l'est pas. Il relève également les conséquences financières de cette initiative, grâce à laquelle les femmes pourraient obtenir deux ans supplémentaires de rente.
Il préconise enfin que « Les arguments développés par les auteurs de l'initiative devraient par conséquent être intégrés aux débats relatifs à la 11e révision de l'AVS et être traités dans ce cadre », justifiant ainsi son rejet de l'initiative.

### Votation
Soumise à la votation le 27 septembre 1998, l'initiative est refusée par 15 6/2 cantons et par 58,5 % des suffrages exprimés. Le tableau ci-dessous détaille les résultats par cantons: